# Per molts anys, Wanda June
Per molts anys, Wanda June (títol original: Happy Birthday, Wanda June) és una pel·lícula de comèdia dramàtica estatunidenca de 1971 dirigida per Mark Robson, basada en una obra de teatre de 1970 de Kurt Vonnegut. Està doblada al català.

## Argument
Una família reacciona davant el retorn del patriarca que els va abandonar set anys abans.

## Repartiment
- Rod Steiger com Harold Ryan
- Susannah York com Penelope Ryan
- George Grizzard com Dr. Norbert Woodley
- Don Murray com Herb Shuttle
- William Hickey com Looseleaf Harper
- Steven Paul com Paul Ryan
- Pamelyn Ferdin com Wanda June
- Pamela Saunders com Mildred Ryan
- Louis Turenne com Major von Koningswald